# Centro de Educación Abierta (CEIDA)
El Centro de Educación Abierta "CEIDA" es una institución pública colombiana encargada de enseñanza de programas técnicos.

## Historia
El Centro de Educación Abierta “CEIDA”, se empezó a construir físicamente, en el mes de septiembre de 1997 y fue entregada la obra totalmente terminada el 15 de mayo de 1998. Está estructurado con 21 aulas para un total de 600 alumnos por jornada. Con el objetivo ofrecer programas técnicos ocupacionales y cursos cortos de extensión.
Para el progreso de la extensión, se necesitó la  asesoría pedagógica del Dr. Gustavo Calle Giraldo, fundador de las universidades  “Marco Fidel Suarez de Bello” y de la “Salazar y Herrera” en Medellín.
La dirección del  Centro de Educación Abierta “CEIDA”, fue encargada al Dr. Hernán Rendón Valencia, exrector del politécnico Marco Fidel Suarez, es director de capacitación docente de Seduca y profesor universitario.
La aprobación del reglamento pedagógico, estuvo a cargo de Seduca. Esto permite cobertura en el territorio Antioqueño. Oficialmente el Ceida fue inaugurado, el 28 de mayo de 1998.

## Apoyo empresarial
El Centro de Educación Abierta  ha impulsado programas y servicios técnicos que han permitido a los empresarios elevar su nivel de productividad y competitividad. 

## Cobertura en atención y alianzas
“CEIDA” cuenta con una alianza SENA - CEIDA donde se dictan 5 programas del SENA  para todas aquellas personas de escasos recursos (estrato 1, 2 y 3) ya que son 100% patrocinados por el SENA. 